# Список персон, изображённых на банкнотах Венгрии
Список персон, изображённых на банкнотах Венгрии, составлен в алфавитном порядке, имена персон даны в соответствии с принятыми в Википедии правилами именования статей.
В статье не указаны:
- аллегорические изображения (Гунния на 5000 кронах 1920 года и др.);
- портреты неизвестных моделей;
- портреты моделей, не являющихся политическими, военными деятелями, деятелями культуры или иными значимыми персонами (Валерия Рудаш на 2 пенгё 1940 года и др.).

Выпуск венгерских банкнот был начат в период революции 1848—1849 годов. Из всех банкнот, выпущенных революционным правительством, только на в 10 форинтах 1848 года была изображена женская голова, на других купюрах изображений людей не было. В 1919 году Венгерской Советской Республикой были выпущены банкноты Почтово-сберегательного банка. На всех номиналах этого выпуска имелись изображения людей, однако ни одно изображение не было портретом какого-либо исторического, военного деятеля или иной известной персоны. Выпуск банкнот с портретами исторических персонажей был начат в 1920 году.

## Ади, Эндре
Эндре Ади (1877—1919) — венгерский поэт, публицист и общественный деятель.
Рисунок всех банкнот выполнил Золтан Надь.

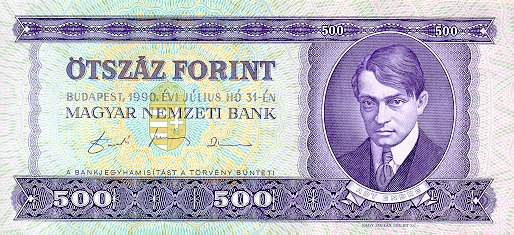
500 форинтов 1990 года, купюры образца 1969, 1975 и 1980 годов имели аналогичное оформление

## Арпад
Арпад (850/855—907) — вождь венгров (надьфейеделем) в 889—907 годах, основатель династии Арпадов.
Рисунок банкнот выполнил Ференц Хельбинг.

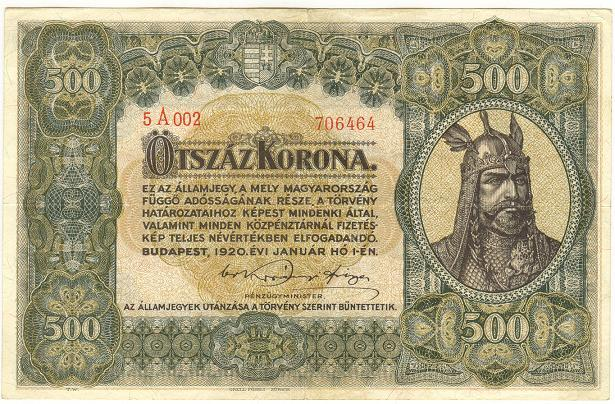
500 крон 1920 года
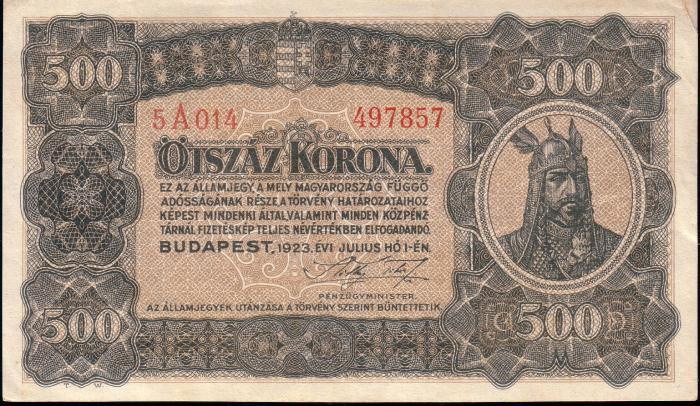
500 крон 1923 года

## Барток, Бела
Бела Барток (1881—1945) — венгерский композитор, пианист и музыковед-фольклорист.

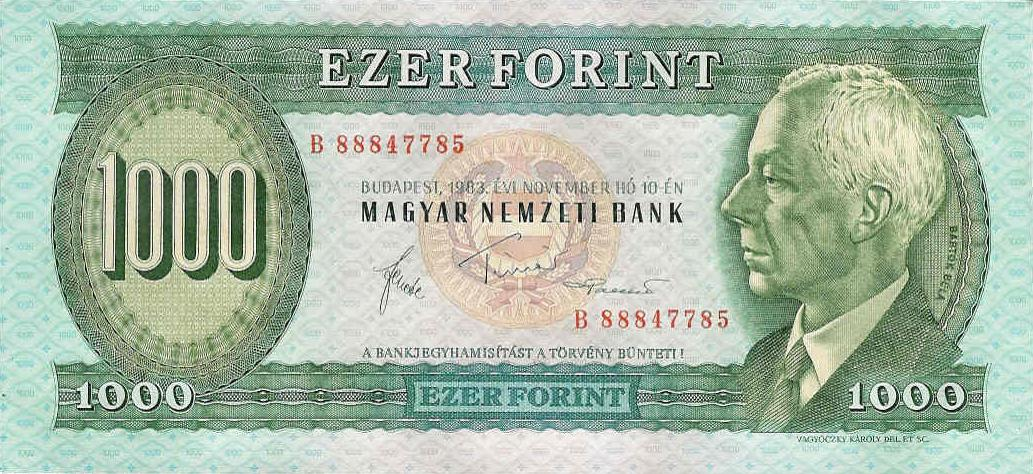
1000 форинтов 1983 года
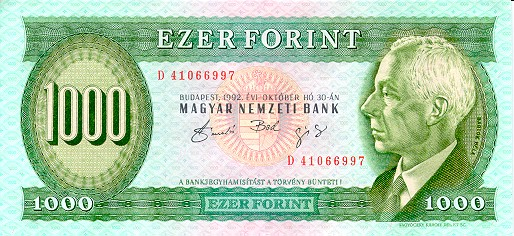
1000 форинтов 1992 года

## Бетлен, Габор
Габор Бетлен (1580—1629) — руководитель антигабсбургского движения в Венгрии, князь Трансильвании в 1613—1629 годах, король Венгрии в 1620—1621 годах.

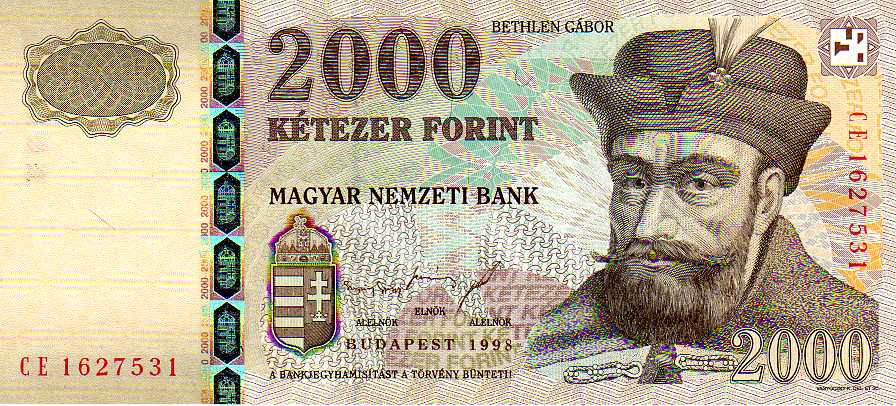
2000 форинтов 1998 года, купюра образца 2002 года имеет аналогичное оформление
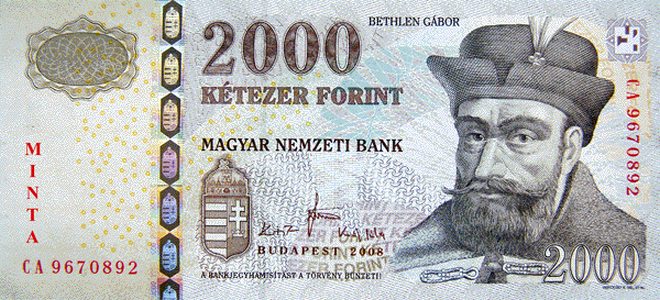
2000 форинтов 2008 года
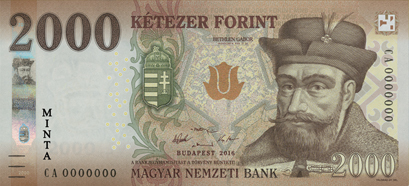
2000 форинтов 2016 года

## Деак, Ференц (политик)
Ференц Деак (1803—1876) — венгерский политический деятель. Отец Австро-венгерского соглашения 1867 года.
Рисунок банкноты 1926 года выполнил Ференц Хельбинг, 1929 года — Альмош Яшик.

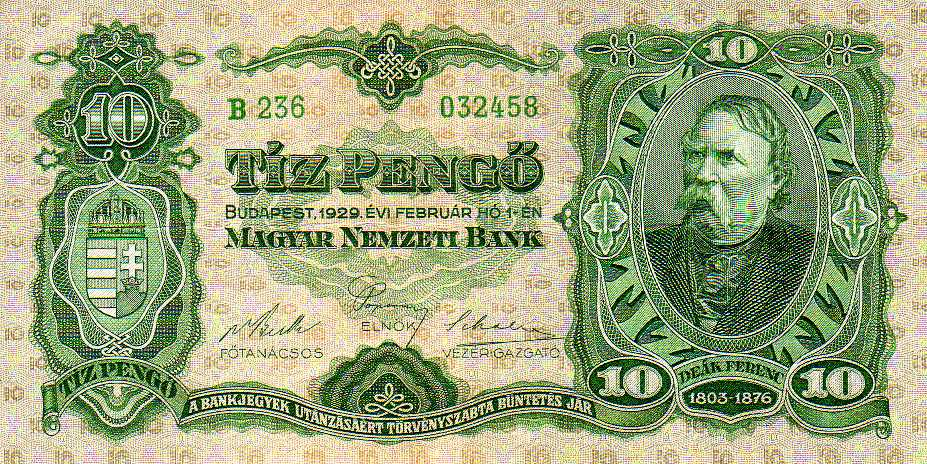
10 пенгё 1929 года
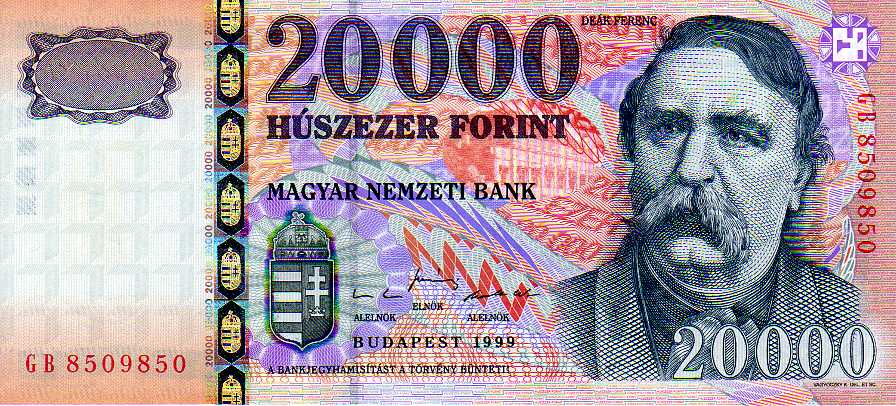
20 000 форинтов 1999 года
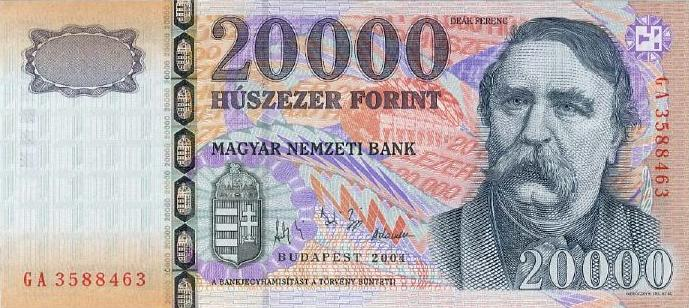
20 000 форинтов 2004 года
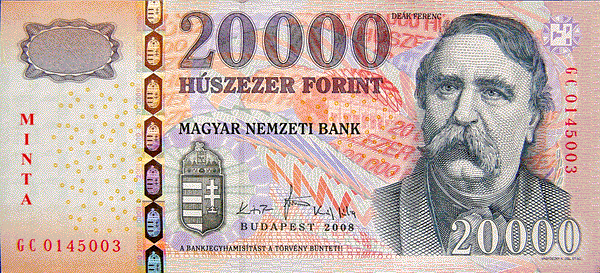
20 000 форинтов 2008 года
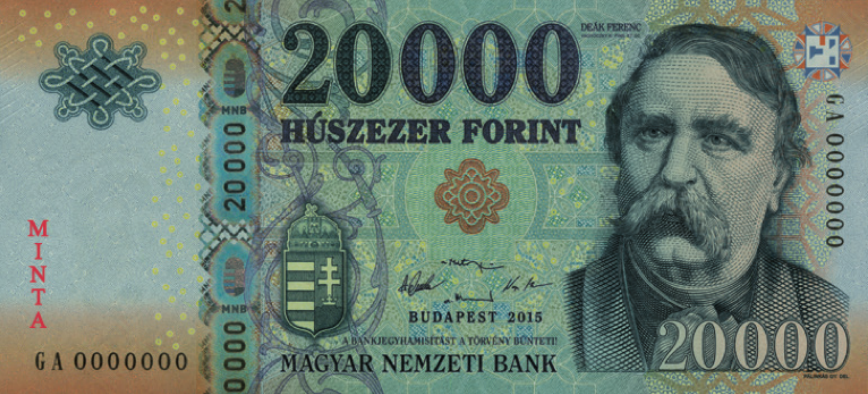
20 000 форинтов 2015 года

## Дожа, Дьёрдь
Дьёрдь Дожа (1470—1514) — предводитель крестьянского ополчения в период Венгерской крестьянской войны 1514 года.
Рисонук банкноты выполнил Эндре Хорват.

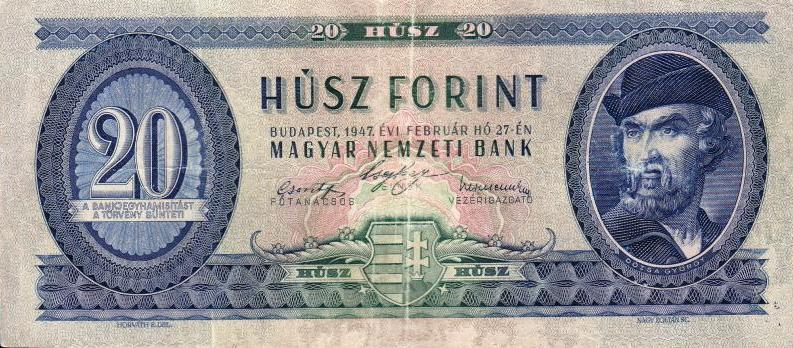
20 форинтов 1947 года
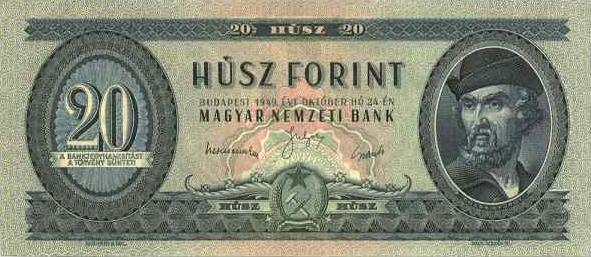
20 форинтов 1949 года, купюра образца 1957 года имела аналогичное оформление
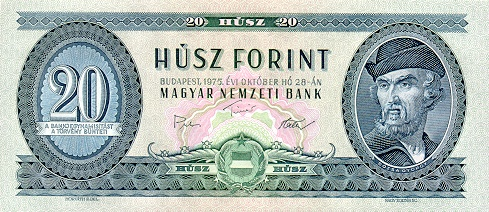
20 форинтов 1975 года, купюры образца 1960, 1962, 1965, 1969 и 1980 годов имели аналогичное оформление

## Иштван I Святой
Иштван I (ок. 970/975—1038) — первый король Венгрии (ок. 1001—1038).
Рисунок банкнот в 1000 крон 1920 и 1923 годов выполнил Ференц Хельбинг, 1927 года — Золтан  Эгри, 1936 — Эндре Хорват. На 10 пенгё 1936 года изображён памятник Иштвану в Буде. На банкнотах в 1000 пенгё 1927 года и 2000 форинтов 2000 года помещена картина Дьюлы Бенцура «Крещение Вайка» (Вайк — имя Иштвана до крещения).

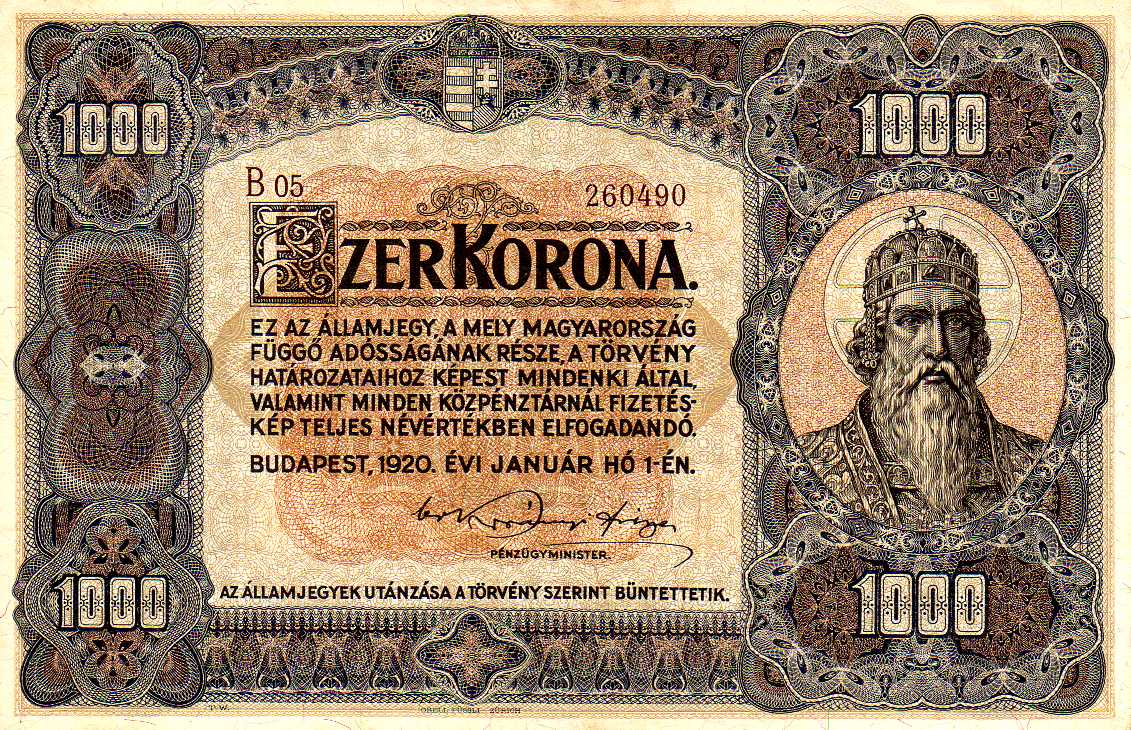
1000 крон 1920 года
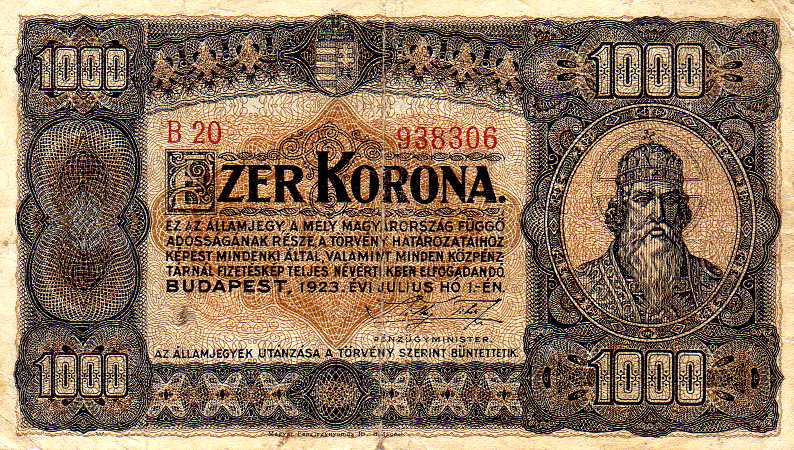
1000 крон 1923 года
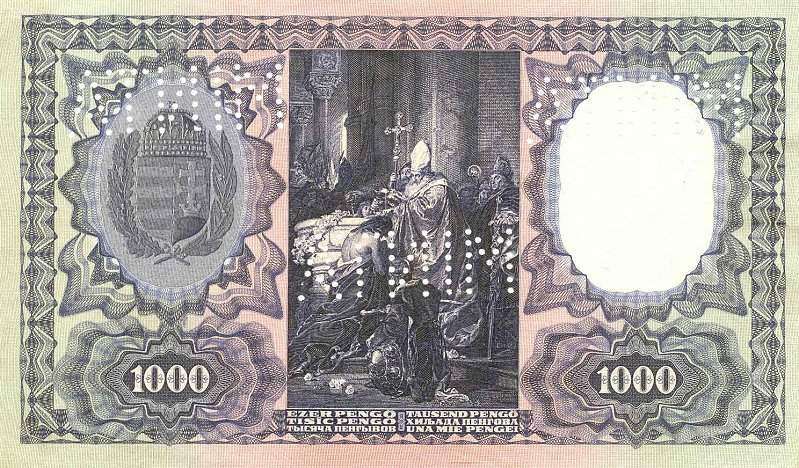
1000 пенгё 1927 года
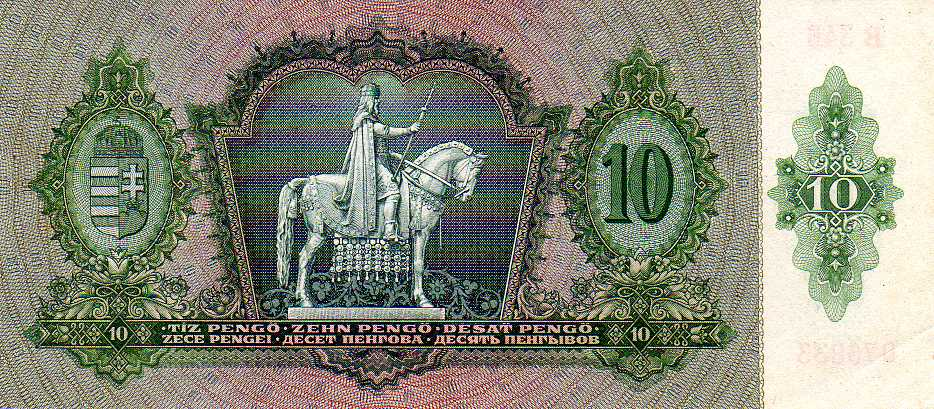
10 пенгё 1936 года
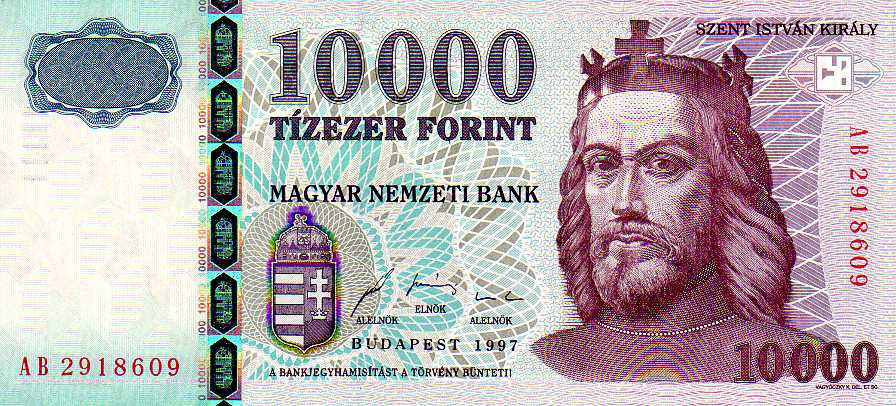
10 000 форинтов 1997 года
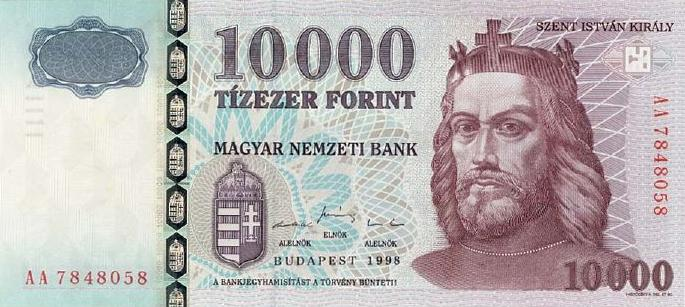
10 000 форинтов 1998 года
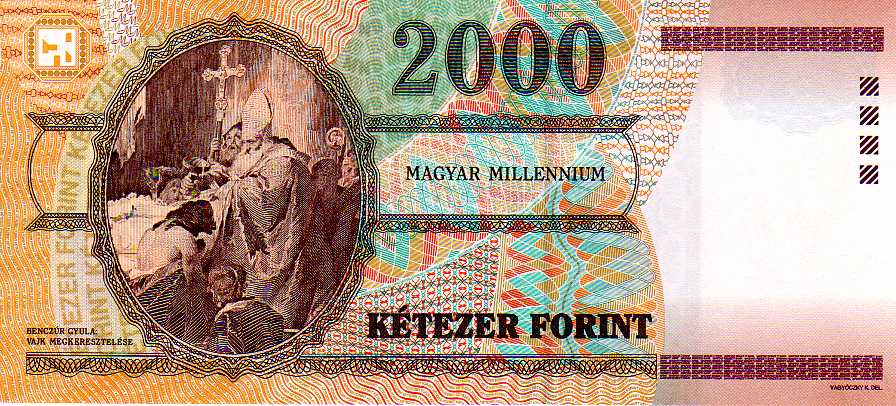
2000 форинтов 2000 года
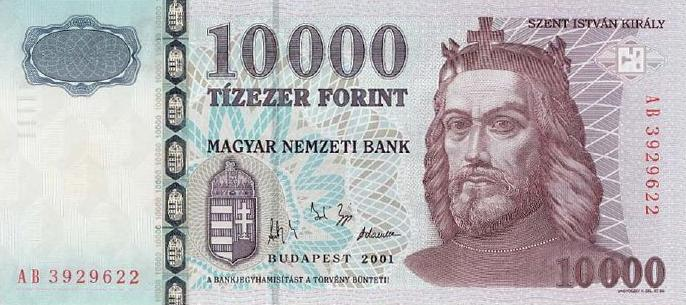
10 000 форинтов 2001 года
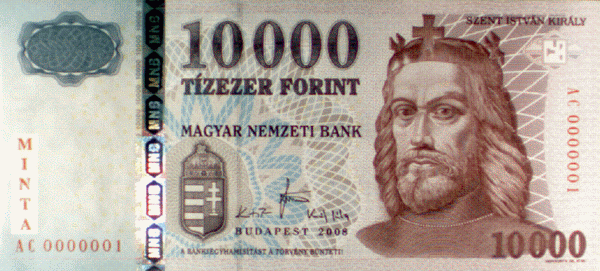
10 000 форинтов 2008 года
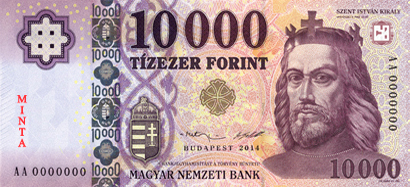
10 000 форинтов 2014 года

## Карл Роберт
Карл Роберт (1288—1342) — король Венгрии в 1301—1342 годах.

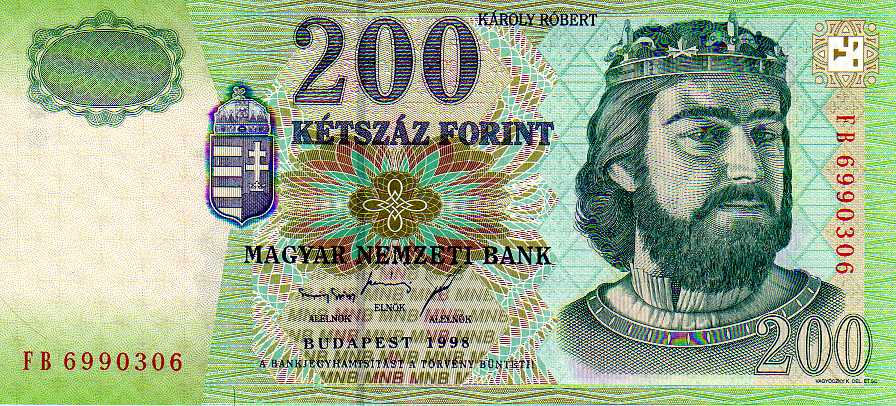
200 форинтов 1998 года
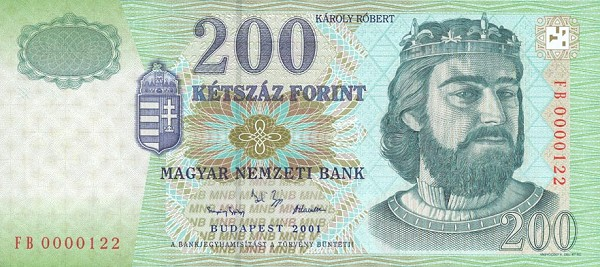
200 форинтов 2001 года, купюры 2002, 2003, 2004, 2005, 2006 и 2007 годов имели аналогичное оформление

## Кошут, Лайош
Кошут, Лайош (1802—1894) — венгерский государственный деятель, революционер и юрист, премьер-министр и правитель-президент Венгрии в период Венгерской революции 1848—1849 годов.
Рисунок банкнот 1926 года, 1 млн пенгё 1945 года, 1 млн мильпенгё, 1 миллион B-пенгё 1946 года выполнил Ференц Хельбинг; банкноты 1930 года — Альмош Яшик; 10 миллионов пенгё 1945 года, 10 миллионов мильпенгё, 10 миллионов B-пенгё 1946 года и 100 форинтов 1947—1992 годов — Эндре Хорват.

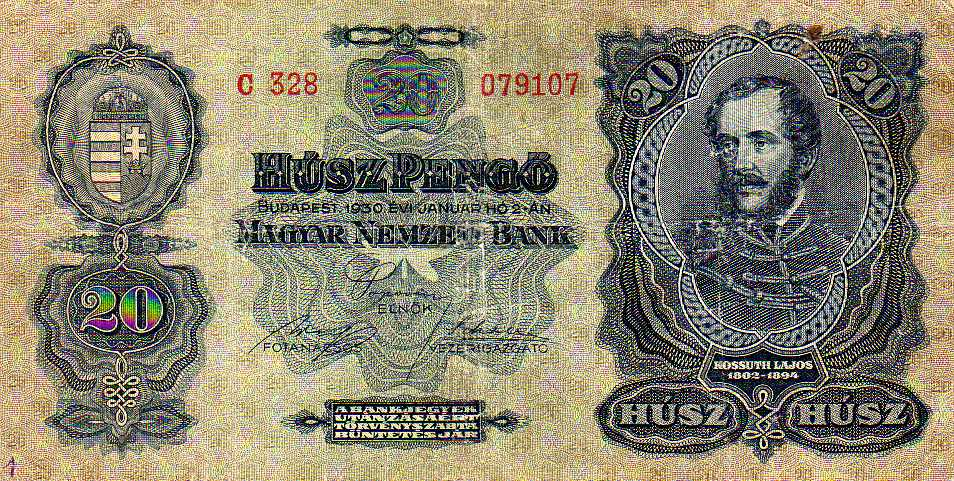
20 пенгё 1930 года
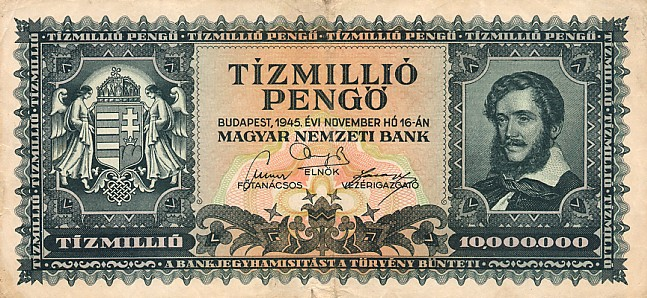
10 миллионов пенгё 1945 года
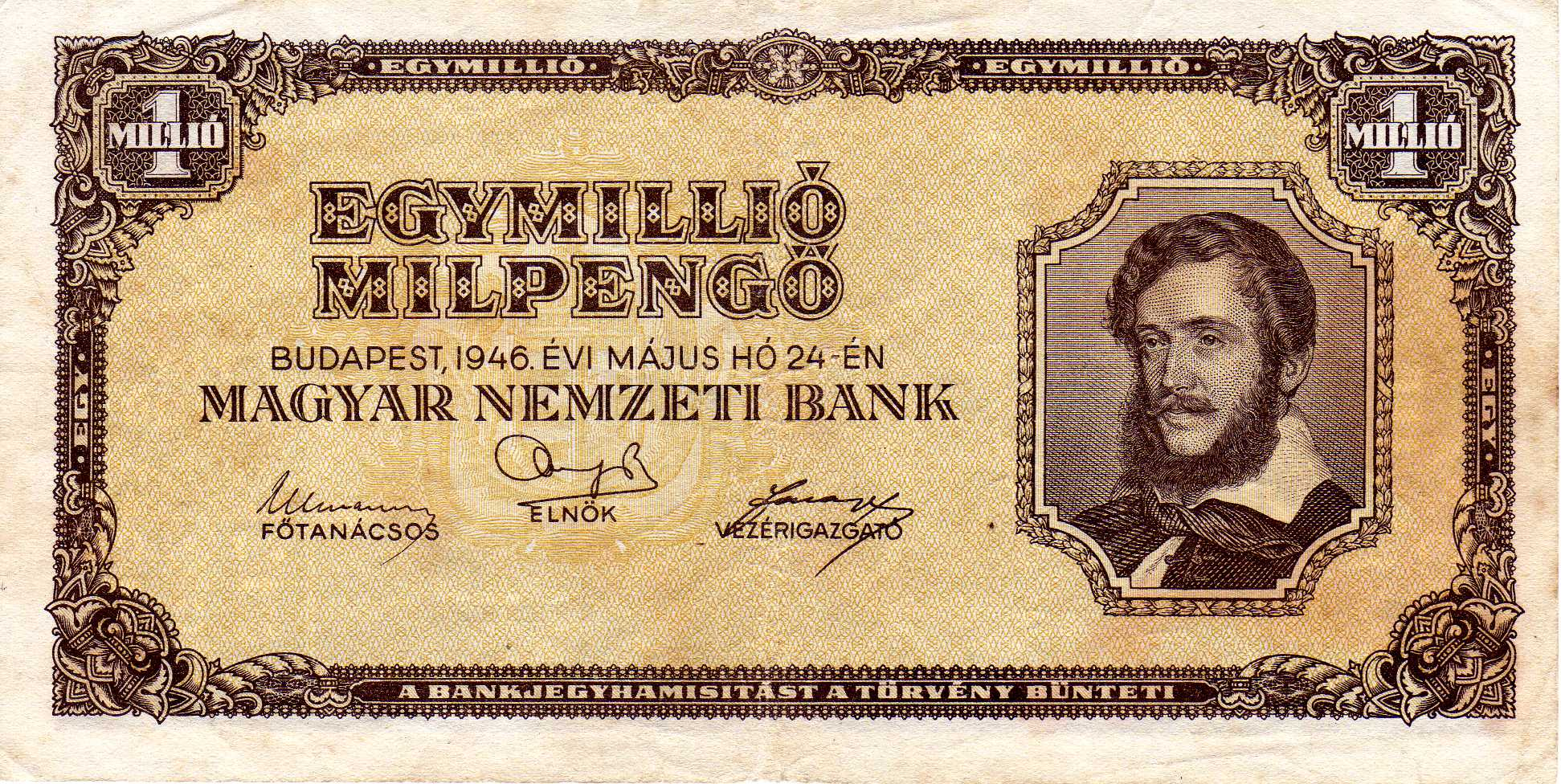
1 миллион мильпенгё (1012) 1946 года
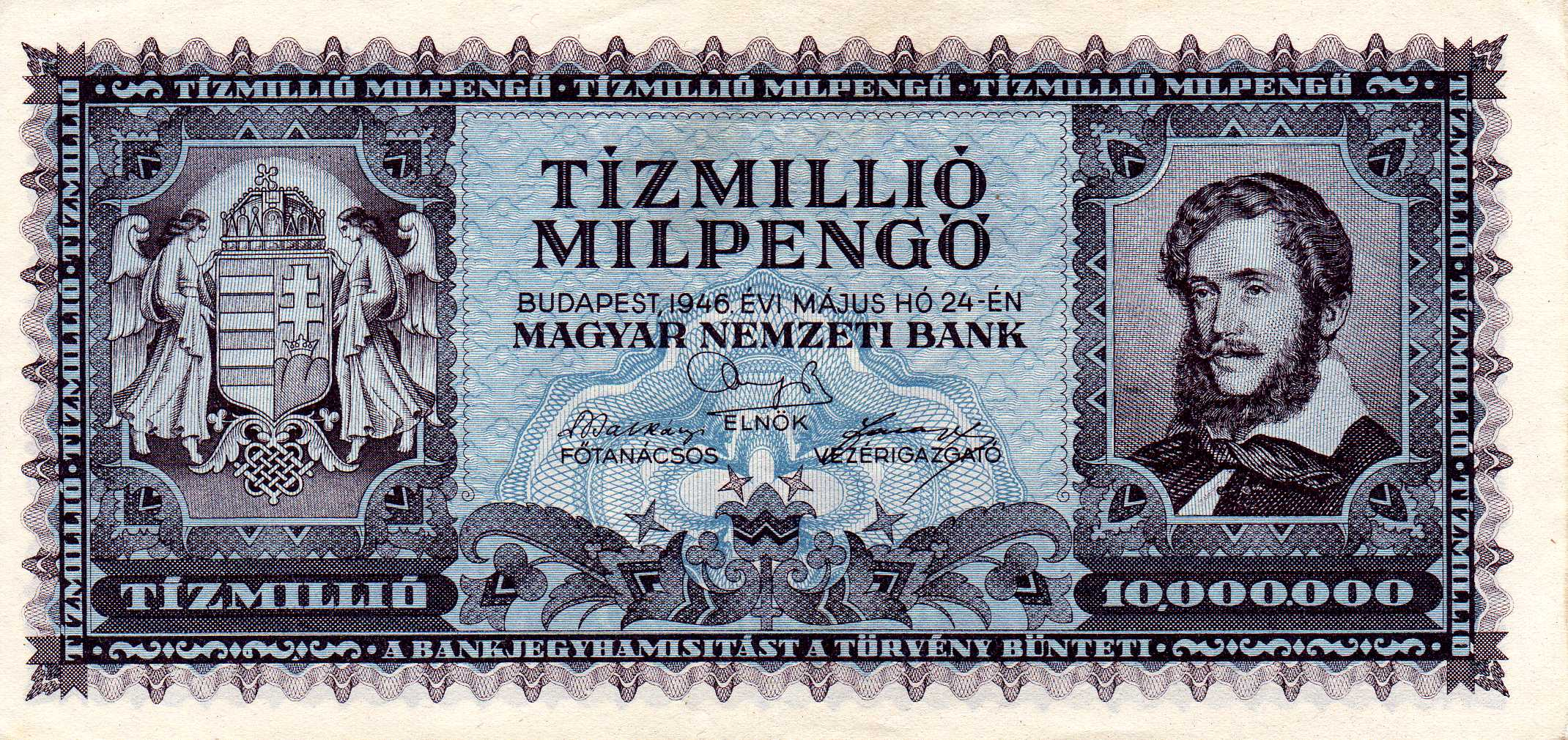
10 миллионов мильпенгё (1013) 1946 года
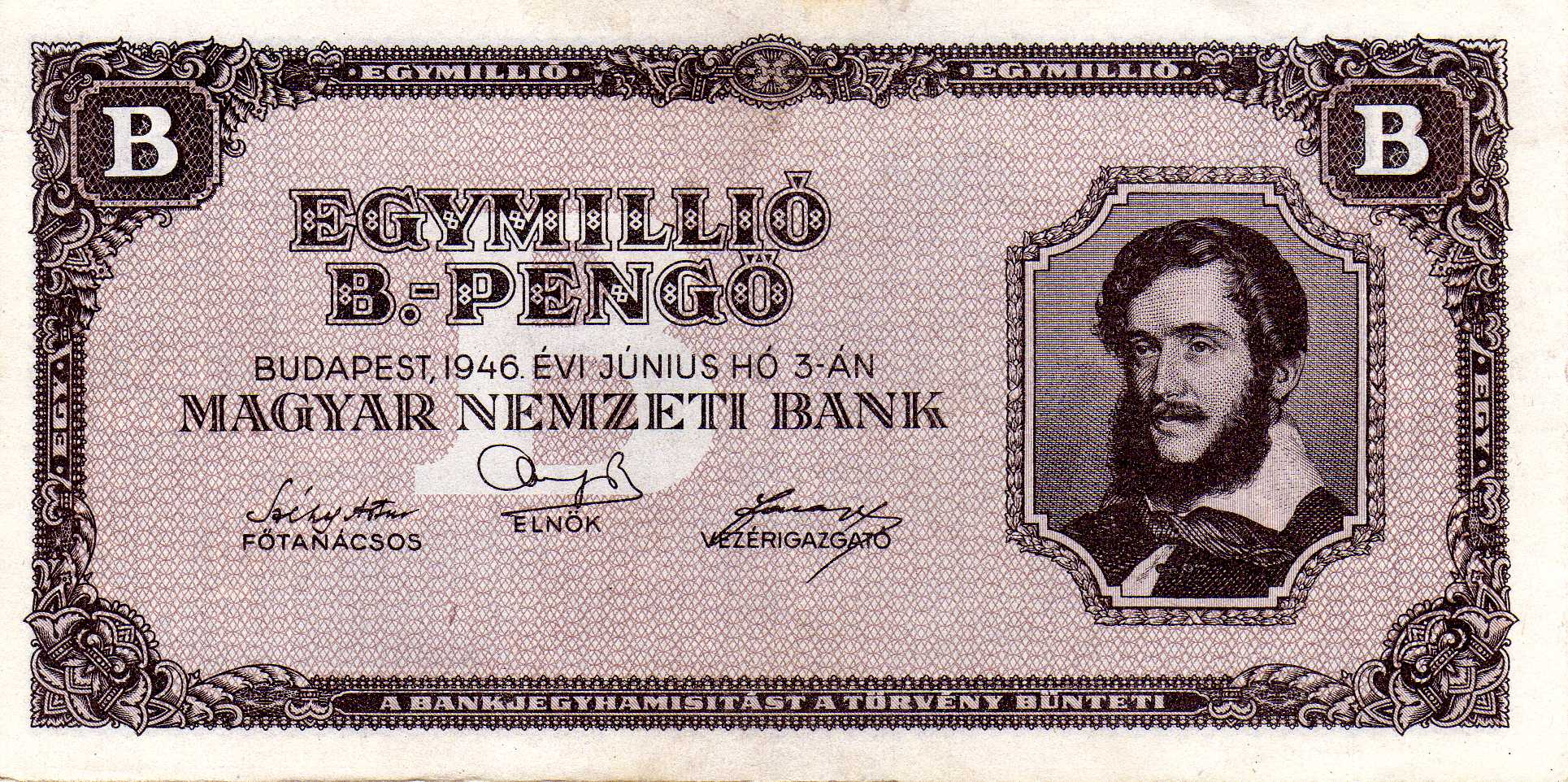
1 миллион B-пенгё (1018) 1946 года
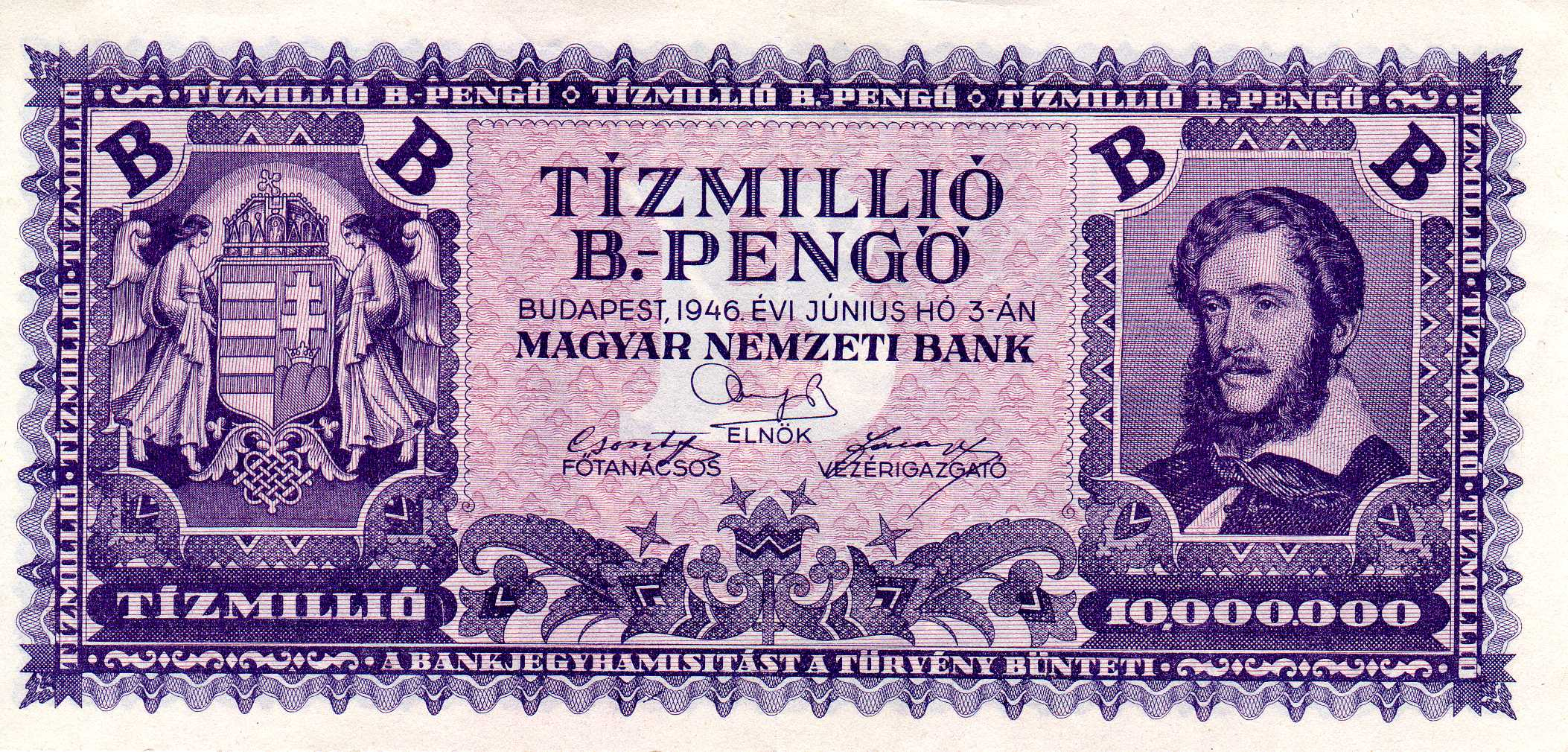
10 миллионов B-пенгё (1019) 1946 года
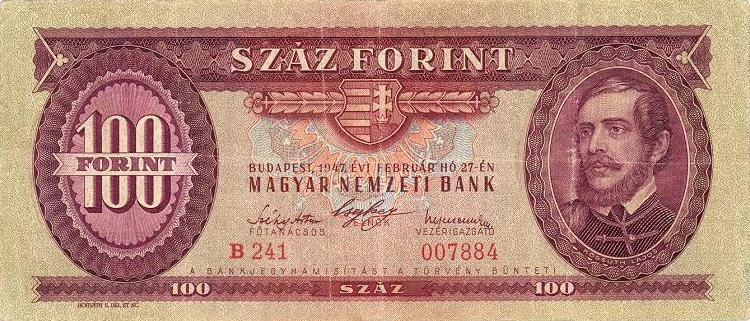
100 форинтов 1947 года
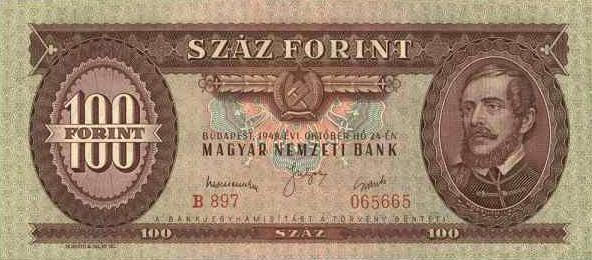
100 форинтов 1949 года
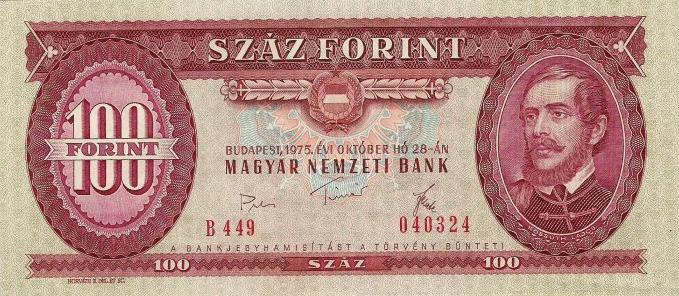
100 форинтов 1975 года, купюры 1957, 1960, 1968 и 1980 годов имели аналогичное оформление
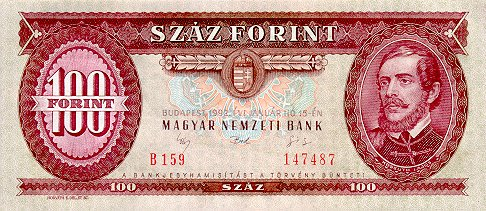
100 форинтов 1992 года

## Ласло I Святой
Ласло I (1046—1095) — король Венгрии в 1077—1095 годах.
Рисунок банкноты выполнил Ференц Хельбинг.

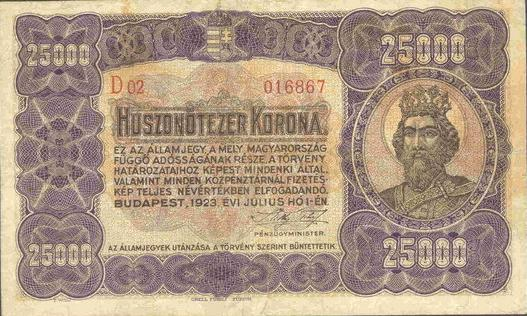
25 000 крон 1923 года

## Матьяш I (король Венгрии)
Матьяш I (1443—1490) — король Венгрии в 1458—1490 годах.
Рисунок банкнот 1920, 1923, 1926 и 1945 годов выполнил Ференц Хельбинг, 1930 года — Альмош Яшик. На купюре 1926 года изображён портрет работы Джованни Антонио Больтраффио. На купюре 1930 года — портрет работы Андреа Мантенья.

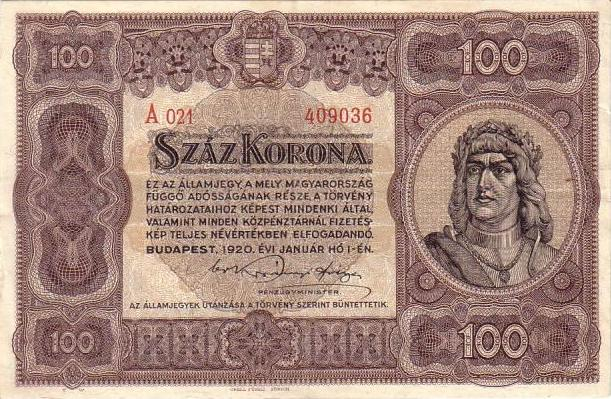
100 крон 1920 года
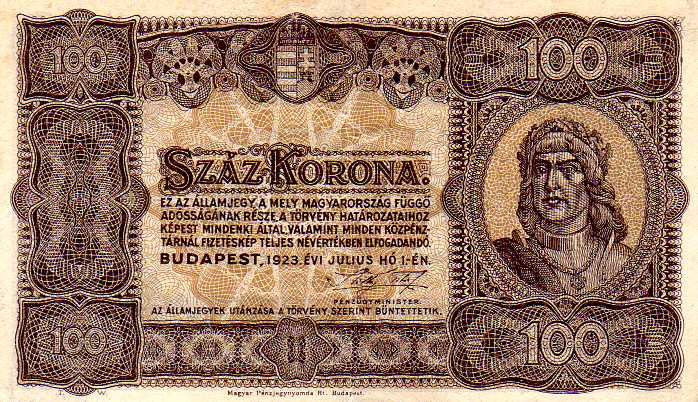
100 крон 1923 года
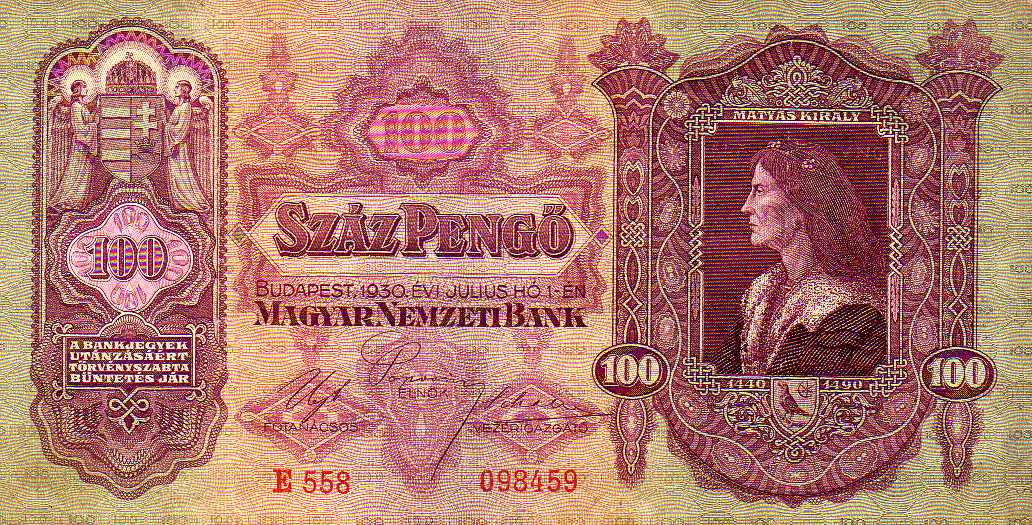
100 пенгё 1930 года
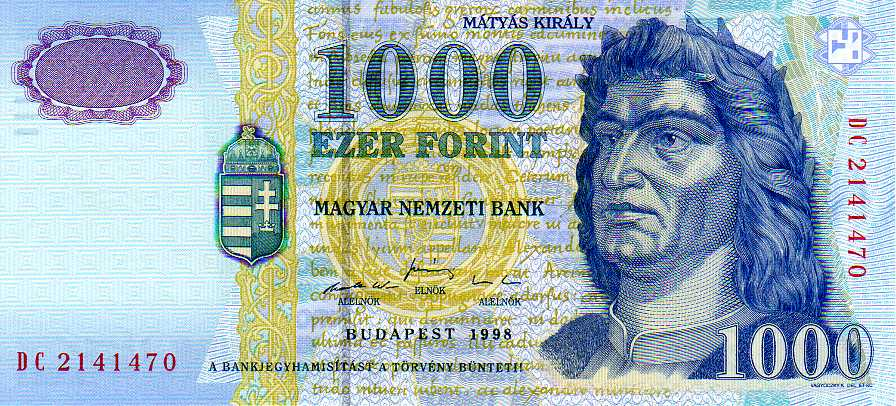
1000 форинтов 1998 года
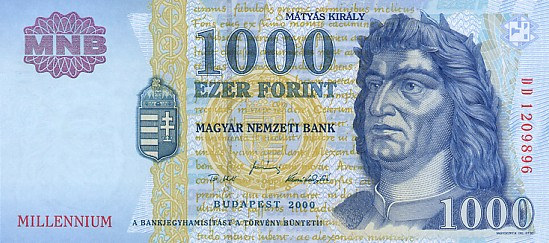
1000 форинтов 2000 года
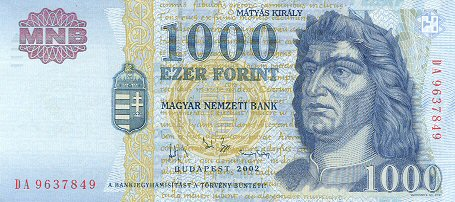
1000 форинтов 2002 года
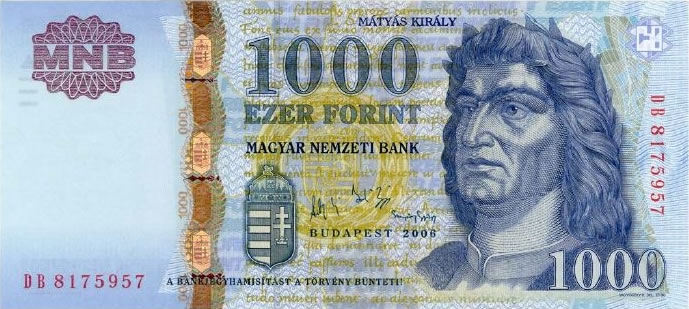
1000 форинтов 2006 года
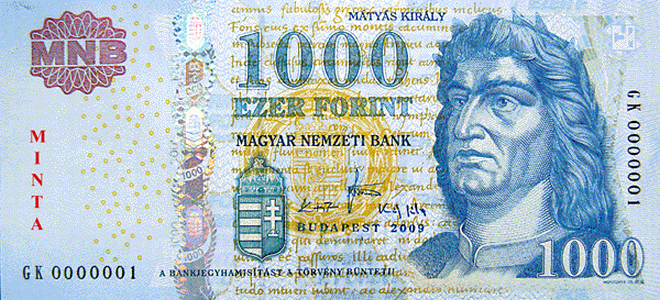
1000 форинтов 2009 года
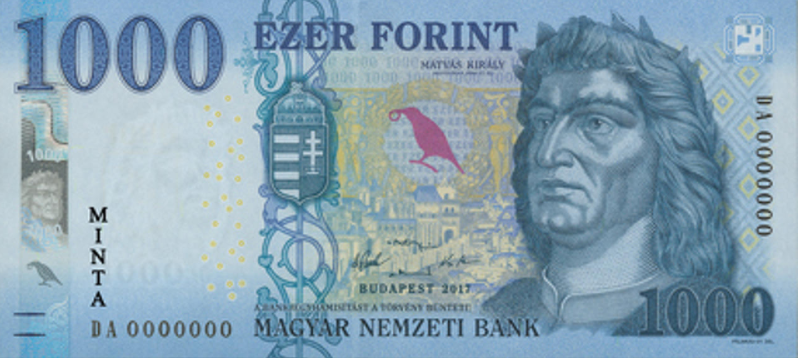
1000 форинтов 2017 года

## Сеченьи, Иштван
Иштван Сеченьи (1791—1860) — венгерский политик-реформатор и писатель, внёсший значительный вклад в подъём национального чувства в Венгрии перед всплеском радикализма в 1840-е годы.
Рисунок банкноты 1926 года выполнил Ференц Хельбинг, 1928 года — Альмош Яшик. На банкнотах изображён портрет Сеченьи работы Фридриха Амерлинга.

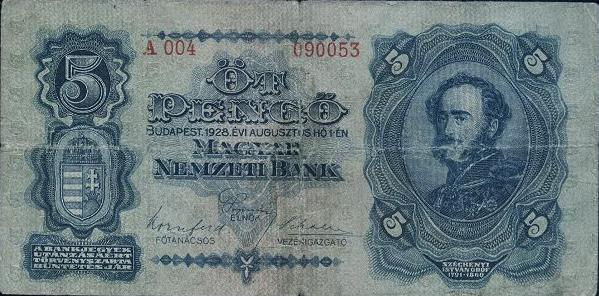
5 пенгё 1928 года
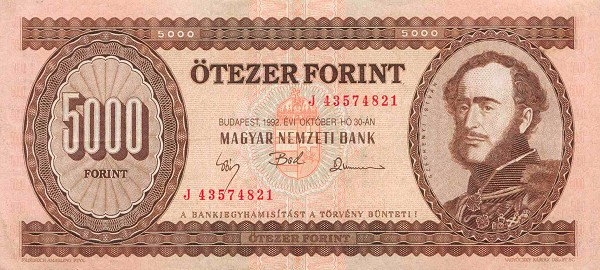
5000 форинтов 1992 года
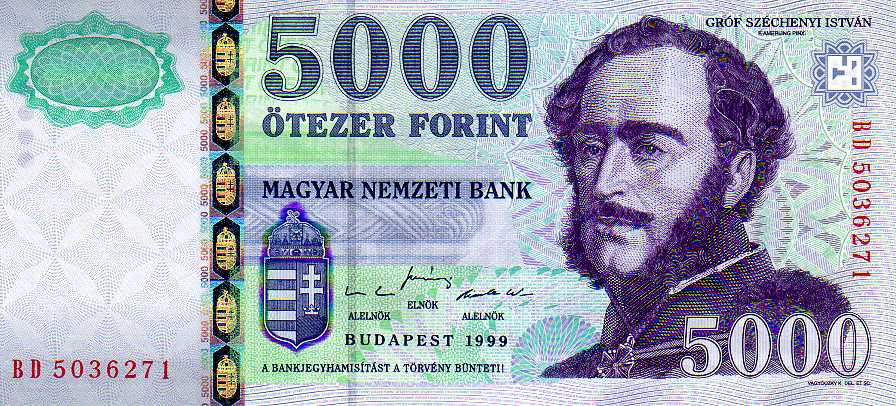
5000 форинтов 1999 года
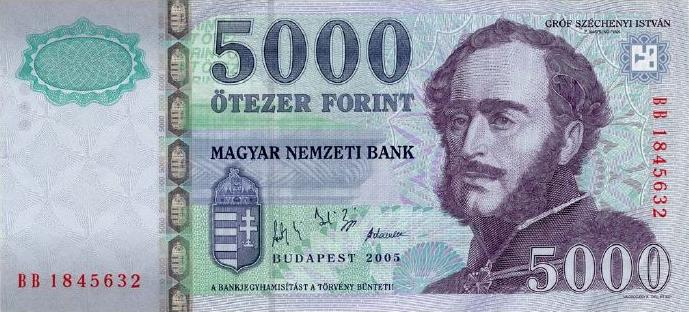
5000 форинтов 2005 года
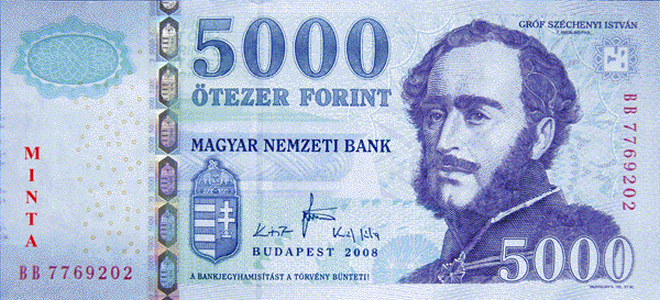
5000 форинтов 2008 года
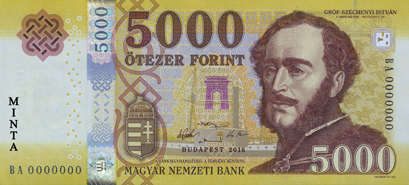
5000 форинтов 2016 года

## Тиноди, Шебештьен
Шебештьен Тиноди (ок. 1510—1556) — поэт, сочинитель песен и лютнист. Видный представитель венгерской эпической поэзии своего времени, один из последних странствующих бардов.
Рисунок банкноты выполнил Эндре Хорват. На банкноте изображён памятник Шебештьену Тиноди работы Дьюлы Безереди.

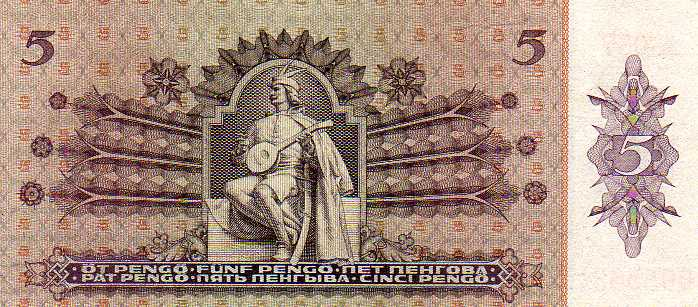
5 пенгё 1939 года

## Ференц II Ракоци
Ференц II Ракоци (1676—1735) — князь Трансильвании c 1704 года, верховный князь конфедерации с 1705 года, руководитель антигабсбургской национально-освободительной войны венгерского народа 1703—1711 годов.
Рисунок банкнот 1920, 1926 и 1945 годов выполнил Ференц Хельбинг, 1951—1986 годов — Эндре Хорват. На банкнотах изображён портрет Ференца Ракоци работы Адама Маньоки.

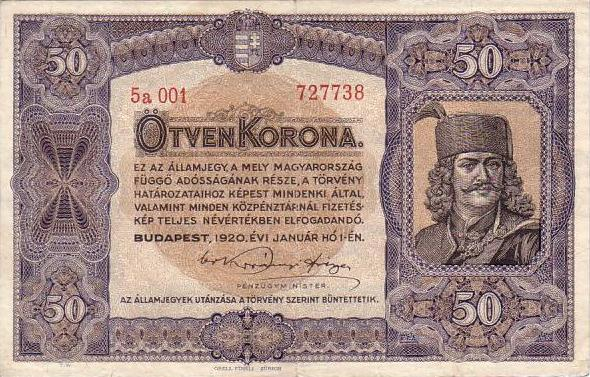
50 крон 1920 года
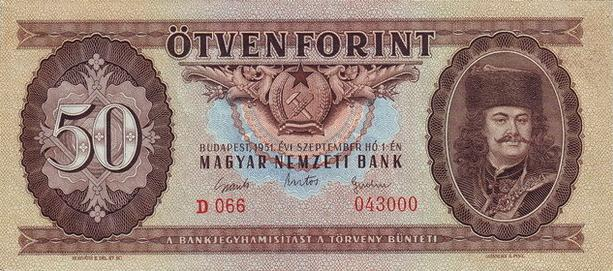
50 форинтов 1951 года
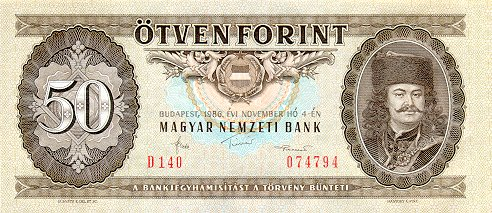
50 форинтов 1986 года, купюры образца 1965, 1969, 1975 и 1980 годов имели аналогичное оформление
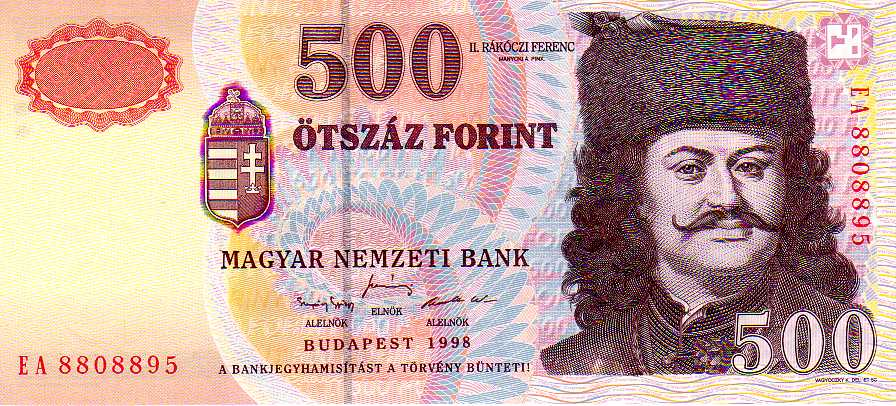
500 форинтов 1998 года
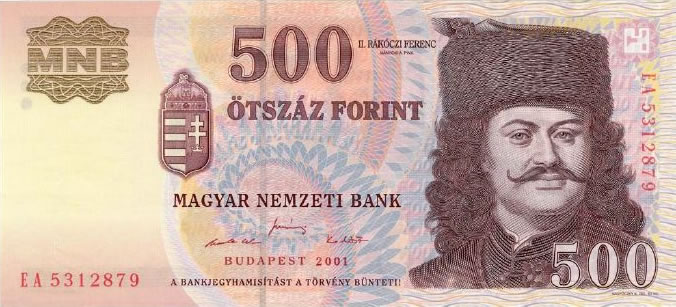
500 форинтов 2001 года
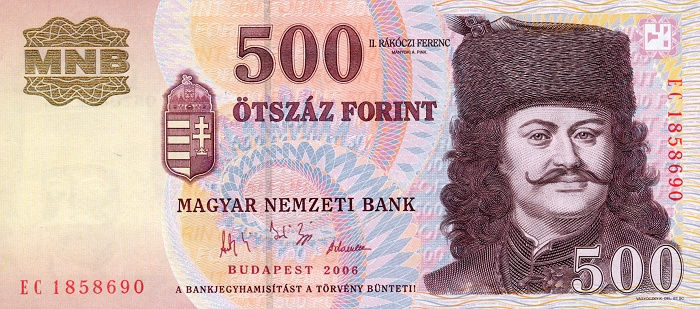
500 форинтов 2006 года
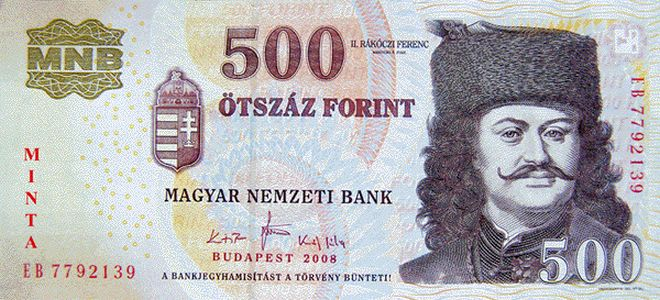
500 форинтов 2008 года
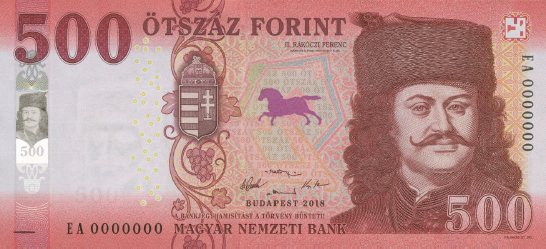
500 форинтов 2018 года

## Хуньяди, Янош
Янош Хуньяди (1387—1456) — венгерский военный и политический деятель, воевода Трансильвании, генерал и регент Венгерского королевства в 1446—1453 годах, отец Матьяша Корвина.
Рисунок банкноты выполнил Ференц Хельбинг. На банкноте изображён памятник Яношу Хуньяди около Рыбацкого бастиона Будайского замка.

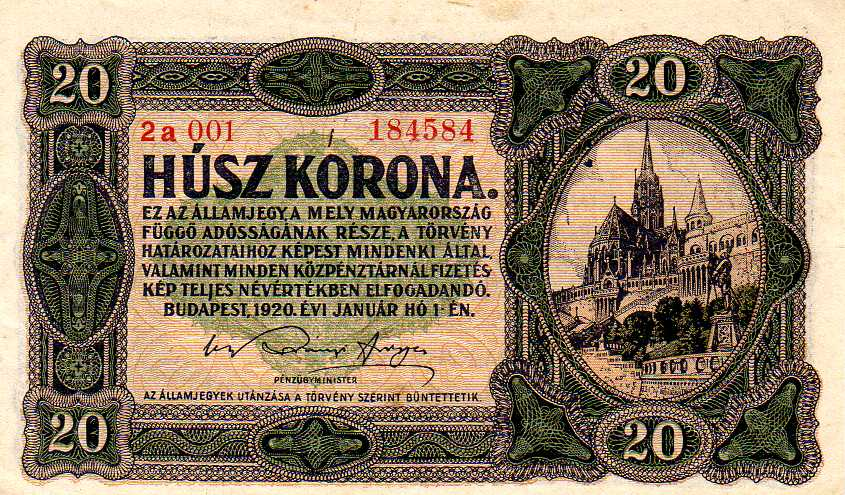
20 крон 1920 года

## Шандор Петёфи
Шандор Петёфи (1824—1849) — венгерский поэт, один из руководителей Революции 1848—1849 в Венгрии.
Рисунок банкноты выполнил Альмош Яшик.

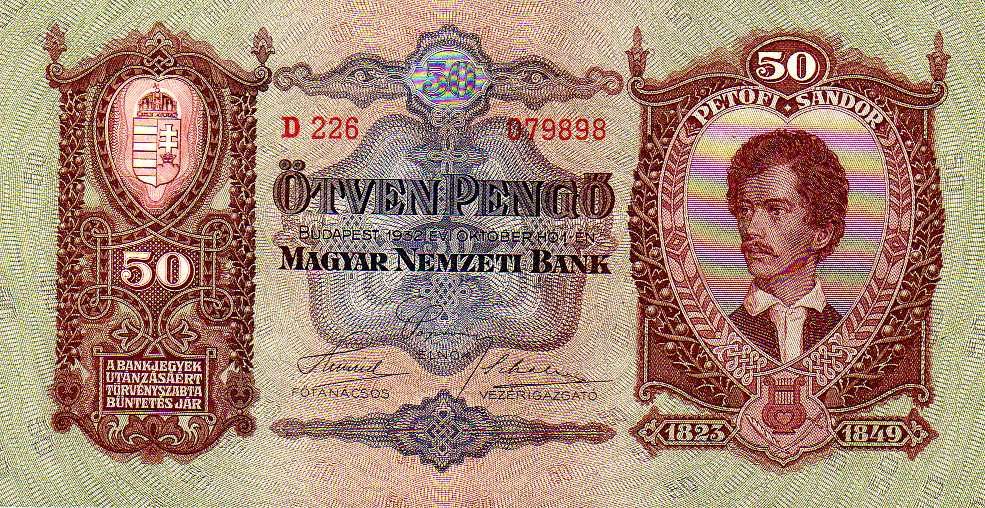
50 пенгё 1932 года